# Jan Kątny
Jan Wincenty Kątny (ur. 17 czerwca 1923 w Bydgoszczy, zm. 29 grudnia 2014 w Szubinie) – katolicki prezbiter archidiecezji gnieźnieńskiej, proboszcz parafii św. Marcina w Szubinie, kawaler Krzyża Zasługi.
Święcenia prezbiteratu otrzymał 7 czerwca 1952 z rąk Stefana Wyszyńskiego. Pracował jako wikariusz parafii: pw. Świętej Trójcy w Strzelnie, Najświętszego Serca Pana Jezusa w Bydgoszczy, Jana Chrzciciela w Janikowie (Ostrowie), św. Wojciecha w Wilkowyi (obecnie diecezja kaliska) oraz jako prefekt Liceum Ogólnokształcącego Sióstr Sacré Coeur w Pobiedziskach (Polskiej Wsi) k. Poznania. W 1980 został proboszczem parafii św. Marcina w Szubinie i dziekanem szubińskim.
W 1985 otrzymał tytuł kapelana honorowego Jego Świątobliwości. W 2012 został odznaczony Złotym Krzyżem Zasługi. W 2017 jego imieniem nazwano jedną z ulic w Szubinie, a w 2018 nazwano jego imieniem Zespół Szkół Specjalnych w Szubinie.